# Александър Абрамович
Александър Емелянович Абрамович (на руски: Александр Емельянович Абрамович) е съветски разузнавач.

## Биография
Роден е на 27 март 1888 година в Мацкули, Херсонска губерния в еврейско семейство. През 1904 година завършва гимназия в Одеса, след което постъпва в Новорусийския университет, но скоро е изключен, заради участието си в крайнолеви групи. През 1911 година емигрира в Швейцария. През 1917 година е сред групата социалисти, които се връщат в Русия с т.нар. „пломбиран вагон“, в който пътува и болшевишкият лидер Владимир Ленин. Участва в Гражданската война, след което е изпратен от Коминтерна в Западна Европа, където отговаря за романоезичните страни, участва в ръководството на Балканската комунистическа федерация. 
През 1923 година играе важна роля в инициирането на провалилото се Септемврийско въстание в България, след това за известно време е на работа в Китай.  След пристигането си в България в края на юли 1923 Абрамович приема псевдонима Албрехт. Неговата цел е да окаже натиск върху Централният комитет на БКП, който отказва да предприме въоръжено въстание срещу правителството на Народния сговор, установила се след Деветоюнския преврат срещу БЗНС. Абрамович определя като основни противници на въстанието членовете на Централния комитет Христо Кабакчиев, Тодор Луканов и Георги Попов, който настояват че в страната няма условия за въоръжена борба и че партията трябва да се придържа към парламентарна опозиция на правителството. Една от основните стратегии на Абрамович е да мобилизира вътрешната опозиция в БКП, която въпреки че е в малцинство не приема умереният курс на ЦК. Против легалисткият курс на ЦК се обявяват видни партийни членове на началника на военната организация на БКП Коста Янков, който по-късно става един от инициаторите на терористичният атентат срещу в църквата св. Неделя през април 1925, както и видни местни лидери като видинският комунист Хаим Пизанти. По този начин, натискът оказван от Коминтерна и най-вече политическата несигурност от евентуалното криминализиране на БКП водят до засилване на настроенията в полза на въстанието.
След 1932 година е оттеглен от активна разузнавателна дейност и преподава идеологически дисциплини в Томския университет, а след пенсионирането си живее в Лиепая.
Александър Абрамович умира на 21 януари 1972 година в Лиепая.